# Varga Lóránt
Varga Lóránt  (Budapest, 1969. augusztus 29. – ) magyar író, drámaíró, közösségi író.

## Életrajzi adatok
Édesanyja V. Majzik Mária (Magyar Örökség díjas, Príma díjjal kitüntetett) keramikus-szobrász művész. Édesapja Varga Béla mérnök-tanár.
Középiskoláját a budapesti Kőrösi Csoma Sándor gimnáziumban végezte (1984-1988), majd az ELTE bölcsészkarán (szociológia) folytatta felsőfokú tanulmányait 1989-1993 között. 1993-2001 között a Magyar Televízió munkatársa volt, majd 2002-ben szabadúszó íróvá, fordítóvá vált.

## Irodalmi munkássága
Változatos műfaji keretek között alkotó író. Novellái ötvözik a sci-fi, mágikus realizmus, groteszk elemeit, melyek közös jellemzője a mélyebb tartalomra, életbölcsességre való utalás. Műveiben visszatérő elemként jelennek meg a társadalmi konfliktusok, az egyéni és közösségi élet problémáira, miértjére való utalások, melyeket sokszor eltúlzott, a realitás talajáról kiszakított környezetben tesz élesen ábrázolhatóvá. Stílusát leginkább H. Murakami, K.Vonnegutt, J.L.Borges munkásságához hasonlítják. 

## Közösségi író
2018-ban szakítva a hagyományos megnyilvánulási formákkal online közlési formákat keresett, melynek eredményeképpen létrehozta a Közösségi Író/Művész fogalmát. A közösségi író/művész olyan alkotó embert takar, aki a hagyományos írói munkásság mellett közvetlen kapcsolatot is létesít olvasó és író között, ez által lehetővé válik egy olyan társadalmi/olvasói finanszírozási rendszer, mely megkerüli az írói megjelenés fázisainak közbülső elemeit (kiadók, terjesztők), így lehetővé teszi az alkotó számára, hogy közvetlen juttatásban részesüljön az befogadók/olvasók által. A legismertebb közösségi platformon (Naplorantt címen) és közösségi író honlapján közölt 500-nál is több írás 2022-re több mint 15E olvasót vonzott magához. 

## Legfrissebb projektek, alkotások
2019. óta a POPUP produkció karolta fel a 2018-ban drámapályázatot nyert Egykutya c. drámát, mely azóta is nagy sikerrel fut Budapesten. 

## Megjelent művei
- 1998. Hétköznapok /novelláskötet/ (Metszéspont kiadó)
- 2008. Széttört vázák /regény/ (Tóthágas kiadó)
- 2008. El Camino, Kis titkok könyve /regény/ (Allgood kiadó)
- 2010. El Camino del Santiago, Zarándoklat képekben és gondolatokban /Album/ (Illustware kiadó)
- 2011. Kővel, kő nélkül /dráma/
- 2012. Minden út Rómába…/regény/ (Illustware kiadó)
- 2014. Robot (Aposztrof kiadó)
- 2015. Télapó piros ruhája /novella/
- 2015. Kővel kő nélkül /rádiójáték/ Médiatanács pályázat nyertese
- 2016. A döntés Tiszatáj /2016 Május/, Irodalmi figyelő /2016 augusztus/,
- 2016. Budapest 100 szóban
- 2018. SF Galaxis, Európé Ajándéka /novella/
- 2018. Oberon álma antológia /novella/ (Arte Tenebrarum kiadó)
- 2018. Tia /regény/ (Zimber könyvek)
- 2019. Egykutya /dráma/ Popup produkció
- 2021. Földi hatalom, égi kegyelem /dráma/ művészeti vezető: Oberfrank Pál
- 2023. Hőhullám /zenés vígjáték/- Liliom produkció
- 2023. Interaktív /dráma/ Rendező: Lendvai Zoltán, Szatmárnémeti Északi Színház Harag György Társulata

## Díjai, elismerései
- Magyar Rádió Rádiójáték pályázatának nyertese (2014)
- Aposztróf Kiadó 2014 országos novellapályázat 1. díj (2014)
- 24 nap 24 mese 24 ötlet mesepályázat nyertese (2014)
- “Szép szó” országos novellapályázat III. díj (2015)
- “Zöld jövő” országos novellapályázat nyertese (2015)
- Európa kiadó “Nabokov és én” novellapályázata III. díj (2015)
- Ceres novellárium sci-fi novella pályázat I.díj (2015)
- Kurtakrimi novellapályázat III.díj (2016)
- Forster központ novellapályázat, fődíj (2016),
- Új-Galaxis: “Robotok munkában” sci-fi novella pályázat, fődíj (2017)
- Regénytár, “Jelenetpályázat”, fődíj (2017),
- Arte tenebrarum SF novellapályázat nyertese (2018)
- Esztrád színház, “Drámapályázat” Fődíj (2018) Egykutya